# Quillaca
Quillaca là một chi bướm đêm thuộc họ Geometridae.